# Finestrat
Finestrat ist eine Gemeinde im Südosten von Spanien in der Provinz Alicante in der Valencianischen Gemeinschaft. 2024 hatte die Gemeinde 9.352 Einwohner.

## Geografie
Die Gemeinde grenzt an die Gemeinden Benidorm, Benimantell, Orxeta, Polop, Sella und La Vila Joiosa. Finestrat liegt 12 km von Benidorm und 55 km vom Flughafen Alicante entfernt.

## Geschichte
Die Barbaresken-Korsaren überfielen die Küsten des Mittelmeers, steckten Häuser in Brand und versklavten die Bewohner. Dies ist der Ursprung der Wachtürme, die die Küste von Alicante säumen, und der Grund, warum Finestrat einen Küstenabschnitt hat, der als La Cala bekannt ist, da es dieses Land für seinen Beitrag zur Verteidigung der Küste erhalten hat. Durch die Nähe zum Touristenort Benidorm stieg die Bevölkerung im 21. Jahrhundert in dem einst beschaulichen Dorf deutlich an.

## Demografie
| 1842 | 1900 | 1930 | 1950 | 1970 | 1981 | 1991 | 2001 | 2011 |
| ---- | ---- | ---- | ---- | ---- | ---- | ---- | ---- | ---- |
| 2633 | 2542 | 1732 | 1332 | 1149 | 980  | 1315 | 2307 | 6099 |